# Moby Aki
Die Moby Aki ist ein Fährschiff der italienischen Fährlinie Moby Lines.

## Geschichte

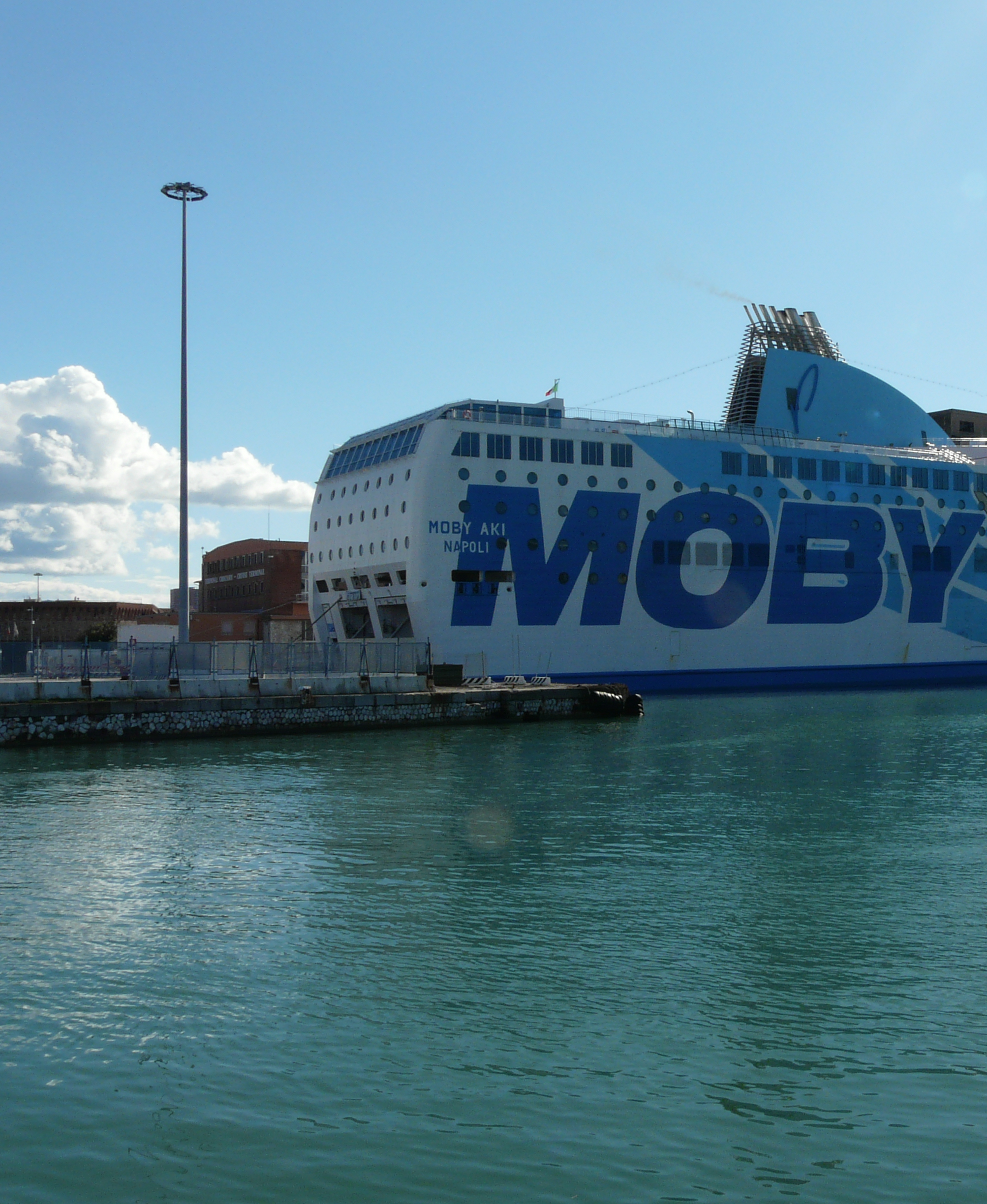
Moby Aki in Livorno, 25. Februar 2011

Die Moby Aki wurde am 7. April 2004 in Ancona bei Fincantieri auf Kiel gelegt. Am 12. Mai 2005 wurde sie an die Eignergesellschaft übergeben. Das Schiff wird seit Mai 2005 zwischen Livorno und Olbia eingesetzt.
Im September 2019 schlossen die Reedereien DFDS Seaways und Moby Lines eine Vereinbarung, nach der DFDS Seaways die Moby Aki sowie ihr Schwesterschiff Moby Wonder übernehmen und ab 2020 als Amsterdam Seaways und Newcastle Seaways auf der Route Amsterdam – Newcastle einsetzen würde. Die King Seaways und die Princess Seaways sollten stattdessen zu Moby Lines wechseln. Dies scheiterte, da Moby Lines beide Schiffe nicht vertragsgemäß an DFDS übergeben konnte. Die italienische Bank Unicredit wollte die beiden Schiffe nicht von ihren Sicherungs-Hypotheken befreien. Seit Ankunft der Fähren Moby Fantasy und Moby Legacy werden sie auf der Route von Genua nach Olbia eingesetzt. Seit 2025 bedienen sie zusätzlich den Hafen von Bastia von Genua und Olbia an. Im Winter wird die Moby Aki von Genua nach Porto Rorres zusammen mit der Moby Ale Due eingesetzt.

## Ausstattung und Kapazität
Das Schiff kann 700 Fahrzeuge und 2.080 Passagiere befördern und wird auf der Strecke Livorno - Olbia (Sardinien) eingesetzt. Bei Tag benötigt die Fähre für diese Strecke eine Fahrzeit von etwa sechs Stunden. Selbst für die relativ kurze Distanz werden 320 Kabinen mit Service, sowie Junior-Suiten für bis zu vier Personen, À-la-carte-Restaurant, Solarium und Swimming-Pool angeboten. Am Frontaufbau unterhalb der Brücke befindet sich ein dreistöckiges Panoramadeck.

## Schwesterschiffe
Die Moby Aki ist das dritte Schiff einer Serie von vier Schnellfähren, die auf der italienischen Werft Fincantieri in Ancona sowie bei Daewoo in Okpo gebaut wurden. Zwei dieser Schiffe, die Moby Wonder und die Moby Aki, fallen durch die reederei-typischen Lackierungen mit Motiven der Warner Bros.-Comics (Looney Tunes) auf. Das Thema der Außenbemalung findet sich auch in der Inneneinrichtung wieder. Das zweite Schwesterschiff, die ehemalige Moby Freedom, wurde mittlerweile an Eckerö Line verkauft und das jüngste Schiff der Serie, die Pascal Lota, ist im Besitz von Corsica Ferries – Sardinia Ferries.